# 吴印咸
吴印咸（1900年9月21日—1994年9月7日），原名吴荫诚，男，江苏沭阳人，中国摄影家、摄影艺术理论家，曾任东北电影制片厂厂长，北京电影学院副院长兼摄影系主任，中国摄影家协会副主席，第四届全国人大代表。